# Allium vodopjanovae
Allium vodopjanovae är en amaryllisväxtart som beskrevs av Nikolai Walterowich Friesen. Allium vodopjanovae ingår i släktet lökar, och familjen amaryllisväxter.

## Underarter
Arten delas in i följande underarter:
- A. v. czemalense
- A. v. vodopjanovae